# NGC 175
NGC 171 = NGC 175 ist eine Balken-Spiralgalaxie vom Hubble-Typ SBab im Sternbild Walfisch südlich der Ekliptik. Sie ist schätzungsweise 176 Millionen Lichtjahre von der Milchstraße entfernt und hat einen Durchmesser von etwa 110.000 Lj.
Die Typ-IIP-Supernova SN 2009hf wurde hier beobachtet.
Das Objekt wurde am 20. Oktober 1784 von dem deutsch-britischen Astronomen Wilhelm Herschel entdeckt. Auch sein Sohn John Herschel beobachtete später diese Galaxie. Die Doppelbeobachtung wurde jedoch nicht erkannt und so erhielt diese die Nummer NGC 171.